# بتیم
بتیم (به پرتغالی: Betim) یک شهرستان برزیل و زیستگاه انسانی در برزیل است که در میناس گرایس واقع شده‌است.

## خصوصیات
بتیم ۳۴۲٫۸۵ کیلومترمربع مساحت و ۴۰۸٬۴۴۸ نفر جمعیت دارد و ۸۱۷ متر بالاتر از سطح دریا واقع شده‌است.